# ジッポーストーリー
ジッポーストーリー（Zippo Story）は、1993年10月からCBCがキー局となり、JRN系列の5局で放送されたジッポー発売促進番組である。ジッポー社一社提供。

## 概要
パーソナリティーがジッポーにまつわるエピソードをラジオドラマ形式で1人語りで話す。毎回ジッポーに火を付けるのがお約束でジッポーに纏わる都市伝説（ジッポーを参照のこと）をアレンジした話が多い。パーソナリティーがこの話について語りエンディング。毎回リスナーからジッポーに纏わる体験談を募集してドラマにし、後半ではリスナー募集の話が多くなる。

## パーソナリティー
- 根津甚八（1993年度、1994年度ナイターオフ期間）
- 桃井かおり（1994年4月-）

## 放送時間
- 毎週日曜日21:45-22:00
- 毎週月曜日20:15-20:30